# 南通博物苑
南通博物苑为近代中国第一座由中国人独立创办的公共博物馆，由著名实业家、教育家张謇创办于清光绪三十年十二月九日（1905年1月14日），馆址位于原通州城内东南，今江苏省南通市崇川区濠南路19号，东、北临濠河，西邻南通市图书馆，南邻原南通医学院（今南通大学启秀校区）。
该馆现占地面积75,982平方米，新馆建筑面积约6,700平方米，其他建筑面积4,960.9平方米，现存建馆早期建筑有中馆、南馆、北馆等，原用以陈列自然、历史、美术及教育四部标本、文物，并且有园林设施，配合以室外陈列，其馆址融中国古代园囿与近代博物馆于一体，将民族特色与科学内容相结合，为一座园馆一体的城市园林式综合性博物馆，在中国博物馆发展史上具有开风气之先的意义。
张謇晚年居所濠阳小筑（张謇纪念馆）是其挂靠单位。

## 历史沿革
从1868年开始，中国陆续出现由来华西方人所创办的徐家汇博物馆（震旦博物院前身）、亚洲文会博物院和华北博物院等近代博物馆，同时伴随着中西方的思想交流，在诸如斌春《乘槎笔记》、张德彝《航海述奇》和王韬《漫游随录》等中国人的文献著作中也开始出现众多对于国外博物馆的记述，使得一些开明人士对博物馆的认识逐步深入，康有为、梁启超在戊戌变法时即提出了设立博物馆的设想，并促使光绪帝與慈禧太后颁布奖励民间创办博物馆的章程，但因变法失败而未能实现。
1903年，张謇赴日本考察实业与教育，并参观在大阪举办的第五次国内劝业博览会，在其日记中开始出现“劝业以开来，而此为彰往，若移置中国博物院差不倍耳”的设想，孙渠在回忆录中则谈及张謇曾参观过“日本东京帝国博物馆”并有所感受，1905年张謇向清政府上《上学部请设博览馆议》和《上南皮相国请京师建设帝国博览馆议》，提出参照“日本帝室博览馆”，在京师设立博物馆并作为各省模范，同时出现博物馆、图书馆两馆合一的设想，但未被采纳，因此决定在南通亲自示范。
在创建博物馆之前，张謇在南通教育事业上已略有成就，并已创办通州师范学校。1904年张謇选定在通州师范学校以西、濠河对岸面积约三十余亩的用地上兴建公共植物园，同时用于师范学校的辅助教学，次年又决定“因公共植物园营博物苑”，其办馆宗旨为“设为庠序学校以教，多识鸟兽草木之名”，主要为师范学堂及中小学堂的学生于课外校外实习观摩。年内筑表门、围墙和工作用房，次年陆续建设展厅和园林设施，至1911年基本建成，占地面积23300平方米。最初博物苑附属于通州师范学校，除用于文物标本的收藏、展出外，兼设植物园和动物园。1912年后改称南通博物苑，1927年起又附属于南通学院，1936年起由通州师范学校代管。1938年3月侵华日军占领南通，馆址被改为日军司令部，苑内草坪则沦为马厩，除少量文物被转移外大部分遭到劫毁，至抗战胜利后建筑仍未修复。
1951年，由南通市政府修复馆舍并建立南通博物馆，次年改称苏北南通博物馆，1954年又予以撤销并入江苏省博物馆，园林部分则最初用以建设人民公园，并另设管理机构（1999年底二者合并）。1956年受到郑振铎在全国博物馆工作会议上提出“中国博物馆事业的历史并不太久，最早的公共博物馆，除了帝国主义者们在沿海地区所办的几个之外，要算是张謇他们办的南通博物苑了”的影响，江苏省政府决定恢复南通博物馆，1958年正式恢复。文革中南通博物馆曾与其他单位合并为劳动人民文化馆，1976年恢复原建制，1981年馆址西北侧的张謇故居濠南别业被纳入管理范围，1984年正式恢复南通博物苑原名。2002年由吴良镛设计新馆，2005年9月建成，2008年入选中国首批国家一级博物馆。

## 馆舍
南通博物苑的建设特色在于馆园一体，将展厅等建筑融于园林之内，苑中花草树木和珍禽异兽与室内展品呼应，原有园林建筑设施中仍存藤东水榭、国秀坛、假山和水池等，而花竹平安馆、味雪斋和迟虚亭等则已不存。现存初创时的馆舍则包括：
- 南馆：最初称动矿物陈列室楼，后称博物楼，砖木结构（下同），为博物苑最主要的展厅，建于1906年，为略具西式风格的两层楼房，平面呈凸字形，正面带有拱券结构的门廊，两侧建古像亭以陈列古代造像（如原南通玄妙观玉皇殿殿内明代玉皇大帝铜像），并环置大型石刻、石雕。原室内底层陈列自然标本，顶层陈列历史文物[5]。
- 中馆：最初为用以观测气象的测候所，设有风力、风向和雨量仪器等，建于1906年，为较早由中国人设立的气象观测机构，原为中式平房三间，屋顶中央设置放气象仪器的露天平台，1914年测候所迁址，建筑被加盖二层红色尖顶小楼，用以陈列金石碑帖[5]。
- 北馆：建于1911年，为中西合璧的二层楼房五间，原计划用于金石书画陈列，后为陈列从吕四海滨出土的鲸骨架而改建，底层用以陈列化石和动物骨骼，顶层用以陈列名人字画等美术品。
- 东馆：建于1914年，为两层中式楼房，原为用于办公和接待的苑事室。

新馆舍包括：
- 西馆：建于1977年，为西式二层楼房三间，采用钢筋水泥结构。
- 新馆：位于原博物苑南侧，其建筑沿着原濠南别业和北馆、中馆与南馆所形成的两条纵轴线展开，并形成东西向横轴线，采用分散式布局，东部为展厅，西部为办公和学术活动用房，屋顶采用与中馆相近的亭式结构[6][7]，展陈面积为6330平方米，开馆于2005年9月。
- 南通范氏诗文世家陈列馆：由范曾捐资设立，开馆于2008年4月[8]。

## 收藏与展陈
该馆创建初期将藏品按张謇所设计的自然（又名天产，包括动、植物及矿物）、历史（金石、陶瓷、拓本、土木、乐器、卜筮、军器、刑具等）和美术（书画、雕刻、漆塑、织绣等）三部分类进行陈列，后又单列教育（轮船、兵器、农业机械等教具和模型等）一部，主要陈列于室内，以展厅兼做库房，少量大型文物标本则展示于室外，均有标志以说明其品名、类属。在藏品来源方面张謇既率先做则，表示“謇家所有，具已纳入”，又号召“收藏故家，出其所珍，与众共守”，受到了社会各阶层的陆续响应。据1914年所编《南通博物苑品目》，该馆收藏动、植、矿物标本、历史文物、美术作品、教学模型和机械实物等共2973号，每号一至数件不等，1933年增至3605号。
70年代后该馆以南馆布置历史文物陈列，北馆布置革命文物陈列，中馆作为临时展厅，后建设西馆并布置自然标本陈列，濠南别业则利用三楼大厅陈列与张謇相关的文物、史料和照片，二楼大厅用作临时展览。现藏历史文物与自然标本等共近5万件，能够较全面的反映南通地区的地方历史及动物、植物等自然资源，主要位于新馆内，原馆址则作为历史文化保护区。
 

## 参观信息
该馆现为免费开放，开放时间为每天9:00至17:00，16:30停止入内，周一闭馆。